# Utby, Uddevalla kommun
För andra betydelser, se Utby (olika betydelser).
Utby är en tätort vid Havstensfjorden, drygt 1 mil väster om centrala Uddevalla i mellersta Bohuslän.

## Historia
Den är ursprungligen en by från 1400-talet, delar av befolkningen från Torsbergs by flyttade ut och blev "utombys". Gårdarna i byn har genomfört partiellt laga skifte på 1840-talet. Utmarker och betesmarker längst bort från byn arrenderades ut på 1930- och 1940-talet. Det har blivit grunden till det sommarstugeområde som har förtätats och kommit att alltmer permanentbebos. 2008 drog kommunen vatten och avlopp vilket lett till ändrade planer och bebyggelsen tagit vid ordentligt.

### Befolkningsutveckling
| Befolkningsutvecklingen i Utby 1990–2020 | Befolkningsutvecklingen i Utby 1990–2020 | Befolkningsutvecklingen i Utby 1990–2020 | Befolkningsutvecklingen i Utby 1990–2020 | Befolkningsutvecklingen i Utby 1990–2020 |
| ---------------------------------------- | ---------------------------------------- | ---------------------------------------- | ---------------------------------------- | ---------------------------------------- |
|                                          |                                          |                                          |                                          |                                          |
| År                                       |                                          |                                          | Folkmängd                                | Areal (ha)                               |
| 1990                                     | 1990                                     |                                          | 125                                      | 24#                                      |
| 1995                                     | 1995                                     |                                          | 139                                      | 25#                                      |
| 2000                                     | 2000                                     |                                          | 194                                      | 36#                                      |
| 2005                                     | 2005                                     |                                          | 219                                      | 38                                       |
| 2010                                     | 2010                                     |                                          | 267                                      | 41                                       |
| 2015                                     | 2015                                     |                                          | 410                                      | 77                                       |
| 2020                                     | 2020                                     |                                          | 429                                      | 79                                       |
| Anm.: Ny tätort 2005 # Som småort.       |                                          |                                          |                                          |                                          |